# Leucosiidae
De Leucosiidae zijn een familie van krabben (Brachyura). Tot deze familie behoren de kiezelkrabben, waarvan een drietal Ebalia-soorten voor de Belgische en Nederlandse kust voorkomt.

## Systematiek
De Leucosiidae worden in drie onderfamilies onderverdeeld, terwijl enkele geslachten nog niet aan een bepaalde onderfamilie werden toegewezen:
- Cryptocneminae Stimpson, 1907
- Ebaliinae Stimpson, 1871
- Leucosiinae Samouelle, 1819

Niet toegewezen geslachten:
- Ampliura  † Morris & Collins, 1991
- Andorina  † Lőrenthey, 1901
- Duncania  † Portell & Collins, 2004
- Gemmacarcinus  † Müller & Collins, 1991
- Hepatinulus  † Ristori, 1886
- Nucilobus  † Morris & Collins, 1991
- Palaeomyra  † A. Milne-Edwards, 1861
- Pterocarcinus  † Blow, 2003
- Typilobus  † Stoliczka, 1871